# 239. strelska divizija (ZSSR)
239. strelska divizija (izvirno rusko 239. стрелковая дивизия; kratica 239. SD) je bila strelska divizija Rdeče armade v času druge svetovne vojne.

## Zgodovina
Divizija je bila ustanovljena leta 1941 v Tambovu.